# Eckhard Platen

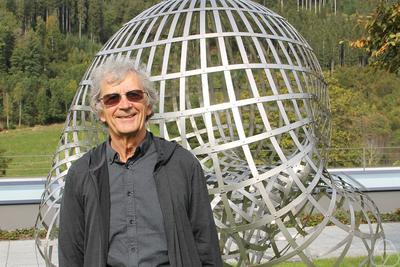
Eckhard Platen in Oberwolfach (2023)

Eckhard Platen (* 1949) ist ein deutsch-australischer Mathematiker, Finanzwissenschaftler, Wissenschaftler und Autor. Er ist emeritierter Professor für Quantitative Finance an der University of Technology Sydney. Platen ist vor allem für seine Forschung zu numerischen Methoden für stochastische Differentialgleichungen und deren Anwendung in der Finanzwissenschaft zusammen mit der Verallgemeinerung der klassischen mathematischen Finanztheorie durch seinen Benchmark-Ansatz bekannt. Er ist Autor und Co-Autor von Forschungsarbeiten und fünf Büchern, darunter Numerical Solution of Stochastic Differential Equations, A Benchmark Approach to Quantitative Finance und Functionals of Multi-dimensional Diffusions with Applications to Finance. Er ist Empfänger des 1992 Best Paper Award in Mathematical Finance, wurde von 2014 bis 2019 zum Ehrenprofessor an der Universität von Kapstadt und von 2015 bis 2020 an der Australian National University ernannt und ist ein Fellow der Australian Mathematical Society.

## Leben
Platen erwarb 1972 einen MSc. in Mathematik und 1975 einen PhD. in Wahrscheinlichkeitstheorie an der Technischen Universität Dresden, gefolgt von einem DSc. in Naturwissenschaften an der Akademie der Wissenschaften, Berlin im Jahr 1985.

## Akademische Laufbahn
Platen begann seine akademische Laufbahn 1975 als wissenschaftlicher Mitarbeiter am Weierstraß-Institut der Akademie der Wissenschaften zu Berlin, wo er von 1987 bis 1990 die Leitung des Bereichs Stochastik innehatte. Später, im Jahr 1991, übernahm er die Rolle eines Senior Fellows am Institute of Advanced Studies an der Australian National University in Canberra, wo er von 1994 bis 1997 als Gründungsleiter des Zentrums für Finanzmathematik fungierte. Im Jahr 1997 übernahm er eine gemeinsame Stelle zwischen der School of Finance and Economics und der School of Mathematical Sciences sowie den Lehrstuhl für Quantitative Finance an der University of Technology Sydney. Von 1998 bis 2021 war er Forschungsdirektor des Quantitative Finance Research Centre an der University of Technology Sydney und ist seit 2021 emeritierter Professor für Quantitative Finance.
Platen gründete 1993 die jährliche Konferenzreihe Quantitative Methods in Finance, deren Vorsitz er 25 Jahre lang innehatte. Später wurde er von 2014 bis 2015 Präsident der Bachelier Finance Society und ist seit 2021 Direktor der Scientific Association of Mathematical Finance.

## Forschung
Platen hat zum Gebiet der Mathematik und Finanzwirtschaft beigetragen, indem er numerische Methoden und quantitative Finanzmodelle untersuchte und den Benchmark-Ansatz für Finanzwesen, Versicherungen und Wirtschaft vorschlug.

## Werke
Platen ist Autor und Mitautor von fünf Büchern über numerische Methoden und Quantitative Finance. Früher konzentrierte er sich auf die numerische Lösung stochastischer Differentialgleichungen und schrieb drei Bücher zu diesem Thema, darunter Numerische Lösung stochastischer Differentialgleichungen mit Peter Kloeden, Numerische Lösung von SDEs durch Computerexperimente mit Kloeden und Henri Schurz und Numerische Lösung stochastischer Differentialgleichungen mit Sprüngen im Finanzwesen mit Nicola Bruti-Liberati. Zum ersten Buch bemerkte Francesco Gianfelici: „...der Bedarf an geeigneten SDE-Methoden in einem numerischen Kontext wird immer dringender und liefert die Motivation und den Ausgangspunkt für dieses ausgezeichnete Buch von Kloeden und Platen.“
Später veröffentlichte Platen Monographien über seinen Benchmark-Ansatz, nämlich A Benchmark Approach to Quantitative Finance mit David Heath. In einer Rezension für Quantitative Finance kommentierte Wolfgang Runggaldier: „Das Buch präsentiert sich somit als eine umfassende Behandlung des Quantitativen Finance und unterscheidet sich von analogen Behandlungen durch die Verwendung eines neuartigen Ansatzes, nämlich des Benchmark-Ansatzes.“  Er hat außerdem zusammen mit Jan Baldeaux das Buch Functionals of Multi-dimensional Diffusions with Applications to Finance verfasst, das sich mit der systematischen Herleitung expliziter Formeln für Diffusionsfunktionale befasst.

### Numerische Lösung von stochastischen Differentialgleichungen
Platens Arbeit über stochastische Differentialgleichungen hat sich auf eine allgemeine Theorie für deren numerische Lösung konzentriert. Er vertrat die Ansicht, dass die Verfügbarkeit eines stochastischen Analogons zur deterministischen Taylor-Formel für eine numerische Theorie für stochastische Differentialgleichungen unerlässlich sei. Zusammen mit Wagner entdeckte er die stochastische Taylor-Formel, und entwickelte dann systematisch eine Theorie für die effiziente numerische Lösung von stochastischen Differentialgleichungen. Mit verschiedenen Co-Autoren leistete er bahnbrechende Beiträge zur numerischen Stabilität, und zu stochastischen Verzögerungsgleichungen.

### Benchmark-Ansatz
Platen untersuchte die Finanztheorie und schlug den Benchmark-Ansatz als eine neuartige, sehr allgemeine Modellierungsmethode vor. Seit den 1990er Jahren konzentriert er sich auf die Modellierung von Finanzmärkten, die Preisgestaltung von Derivaten, Versicherungen und langfristiges Risikomanagement, während er die bestehende klassische mathematische Finanztheorie kritisiert. Er kam zu dem Schluss, dass das am besten abschneidende Portfolio eines Marktes, das durch die Maximierung seiner erwarteten Wachstumsrate gefunden werden kann, das Kernstück einer allgemeineren Finanztheorie bilden sollte, die er den „Benchmark-Ansatz“ nannte, der einen breiteren Modellierungsrahmen mit neuen relevanten Phänomenen bot, und dessen systematische Formulierung er zunächst in seinen Büchern und später in der Forschung vorstellte. Mit Hilfe der Li-Symmetriegruppen-Methode und der Entropie-Maximierung identifizierte er Erhaltungsgesetze im Finanzwesen im Sinne des Noether-Theorems und entdeckte die typische am wenigsten gestörte Finanzmarktdynamik.

## Auszeichnungen und Ehrungen
- 2014 – Honorarprofessor, Universität Kapstadt
- 2015 – Honorarprofessor, Australian National University

## Schriften
- Peter E. Kloeden, Eckhard Platen: Numerical Solution of Stochastic Differential Equations. Springer, Berlin/Heidelberg 1992. (doi:10.1007/978-3-662-12616-5)
- Peter E. Kloeden, Eckhard Platen, Henri Schurz: Numerical Solution of SDE Through Computer Experiments. Springer, Berlin/Heidelberg 1994. (doi:10.1007/978-3-642-57913-4)
- Eckhard Platen, David Heath: A Benchmark Approach to Quantitative Finance. Springer, Berlin/Heidelberg 2006. (doi:10.1007/978-3-540-47856-0)
- Eckhard Platen, Nicola Bruti-Liberati: Numerical Solution of Stochastic Differential Equations with Jumps in Finance. Springer, Berlin/Heidelberg 2010. (doi:10.1007/978-3-642-13694-8)

- Jan Baldeaux, Eckhard Platen: Functionals of Multidimensional Diffusions with Applications to Finance. Springer International Publishing, Cham 2013. (doi:10.1007/978-3-319-00747-2)